# Potres u Tadžikistanu 2015.
Dana 7. prosinca 2015., potres jačine 7,2 na ljestvici magnitude momenta pogodio je Tadžikistan 105 km zapadno od Murghaba u 07:50 UTC na dubini od 26 km.  Potres se osjetio i u susjednom Xinjiangu u Kini, Indiji, Afganistanu, Pakistanu i Kirgistanu.
Potres se osjetio s intenzitetom MMI IV u Islamabadu, Pakistan, MMI IV u New Delhiju, Indija, MMI IV u Kashgaru, Kina, MMI II u Dušanbeu, Tadžikistan, MMI II u Kabulu, Afganistan, MMI III u Taškentu, Uzbekistan, MMI III u Biškeku, Kirgistan, i MMI II u Almatiju, Kazahstan.
Poginuli su vozač kamiona i policajac, dok su deseci ozlijeđeni, a 500 kuća uništeno.
Epicentar ovog potresa bio je oko 5 km udaljen od epicentra potresa u Sarezu 1911. (M7.3) koji je formirao branu Usoi preko rijeke Murghab.

## Tektonski postav
Istočni dio Tadžikistana (planine Pamir) leži unutar kompleksne zone sudara između Indijske ploče i Euroazijske ploče. Dominantne strukture u ovom području su kombinacija navlačnih rasjeda i sinistralnih (lijevih bočnih) rasjeda s povlačenjem. Sarezsko-karakulska rasjedna zona glavni je sinistralni rasjed s jugozapadno-sjeveroistočnim trendom koji se proteže od južno od jezera Sarez do sjeverno od jezera Karakul. Smatra se da je potres iz 1911. uzrokovan pomicanjem ove strukture.

## Potres
Na temelju opažanja pucanja tla iz SAR interferometrije, potres je probio 79 km dionice rasjedne zone Sarez-Karakul. To je u skladu s promatranom distribucijom naknadnih potresa i mehanizmom žarišta. Bila su uključena tri odvojena segmenta, koja su se sastojala od dva duža segmenta trenda JZ–SI povezana kraćom mrljom trenda više ZJZ–SI tvoreći ograničavajući zavoj. Hipocentar se nalazi unutar krajnjeg jugozapadnog segmenta. Detaljna povijest pucanja potresa određena je metodom povratne projekcije pomoću teleseizmičkih podataka sa postaja u europskoj seizmičkoj mreži. Analiza je pokazala da se pukotina širila prema sjeveroistoku u početku brzinama ispod brzine S vala (podsmicanje), ali je skakalo do supersmicanja. Na graničnom zavoju usporio je na manje smične brzine prije nego što je ponovno ubrzao na supersmične brzine u trećem segmentu.

## Vanjske poveznice
- The International Seismological Centre has a bibliography and/or authoritative data for this event.